# JENNA

JENNA（ジェナ、1974年 - ）は、日本の女の子むけレトログッズやセキグチ公認の世界的なモンチッチのコレクター。
NAKANAORI PRODUCTION主宰。

## 書籍
- モンチッチ図鑑（Monchhichi World Collections) （2005・河出書房）

## CD監修
- Adventures of Monchhichi / VA（2004・NAKANAORI PRODUCTION）

## 展覧会
- Monchhichi What not!!! (2004〜2005・PARCOギャラリー) 監修

## 連載
- 『月刊 風とロック』にてフォトコラム【風とTV】連載中 (2007〜 )